# 夏文义
夏文义（？—），男，汉族，中华人民共和国政治人物。曾任中央纪委驻农业部纪检组组长，农业部党组成员、副部长